# المعارض (حبيش)

تعديل مصدري - تعديل

المعارض محلة تابعة لقرية الشعب، التابعة لعزلة جبل خضراء بمديرية حبيش إحدى مديريات محافظة إب في الجمهورية اليمنية، بلغ تعداد سكانها 27 حسب تعداد اليمن لعام 2004.